# Газпром экспорт
ООО «Газпром экспорт» — российская (ранее советская) компания. Дочернее предприятие ПАО «Газпром». Крупнейший в мире экспортер природного газа.
Уставный капитал составляет 1 871 583 000 рублей.

## История
Начало экспорта природного газа из СССР относится к периоду, когда советская газовая промышленность достигла значительных успехов в своем развитии. За 1960-е годы добыча газа достигла 198 млрд м3, а по разведанным запасам этого энергоносителя страна вышла на первое место в мире. В тот период экономика европейских стран находилась в стадии подъёма, что обусловило высокие темпы прироста спроса на энергию. Сочетание этих факторов предопределило выход СССР на европейский рынок в качестве нового крупного поставщика.
Заметное повышение роли природного газа в национальном экспорте потребовали создания специализированной внешнеторговой организации. 23 апреля 1973 года в системе Министерства внешней торговли было учреждено Всесоюзное объединение «Союзгазэкспорт», в функции которого вошло осуществление внешнеторговых операций с природным газом. Всесоюзное объединение «Союзгазэкспорт» было создано на базе структурного подразделения Всесоюзного объединения «Союзнефтеэкспорт» — «Конторы по торговле газами».
Осенью 1991 года внешнеторговая организация ГВП «Союзгазэкспорт», созданная в апреле 1991 года в результате слияния Всесоюзного объединения «Зарубежгаз» и Всесоюзного объединения «Союзгазэкспорт», вошла в составной частью в систему Государственного газового концерна «Газпром». Таким образом было преодолено ранее существовавшее обособление сферы внешней торговли природным газом от его добычи и транспортировки. В декабре того же года в связи с переходом организаций, находящихся на территории РСФСР, под юрисдикцию Российской Федерации государственное внешнеэкономическое предприятие получило название ГВП «Газэкспорт».
В 1993 году ГВП «Газэкспорт» преобразовано в дочернее внешнеэкономическое предприятие РАО «Газпром» ВЭП «Газэкспорт».
В 1997 было образовано ООО «Газэкспорт» на основании постановления № 39 Правления Российского акционерного общества «Газпром» от 09.04.97 года и решения № 53 Совета директоров ОАО «Газпром» от 12.02.98 года. Учредителем со 100-процентным долевым участием является ПАО «Газпром».
В ноябре 2006 года в соответствии с решением учредителя ООО «Газэкспорт» переименовано в ООО «Газпром экспорт».
В ноябре 2013 года в соответствии с решением учредителя ООО «Газпром экспорт» переехало в Санкт-Петербург.

## Основная деятельность
Основное направление деятельности компании – экспорт природного газа. Компания поставляет природный газ в 20 стран Западной, Центральной и Восточной Европы: Австрию, Болгарию, Боснию и Герцеговину, Великобританию, Венгрию, Германию, Грецию, Данию, Италию, Нидерланды, Польшу, Румынию, Сербию, Словакию, Словению, Турцию, Финляндию, Францию, Чехию, Швейцарию.

### Объёмы поставок в страны дальнего зарубежья
| Годы | Объём, млрд. м3 |
| ---- | --------------- |
| 1973 | 6,8             |
| 1975 | 19,3            |
| 1980 | 54,8            |
| 1985 | 69,4            |
| 1990 | 110             |
| 1995 | 117,4           |
| 2000 | 130,3           |
| 2005 | 154,3           |
| 2010 | 138,6           |
| 2012 | 138,8           |
| 2013 | 161,5           |
| 2015 | 158,6           |
| 2016 | 179,3           |
| 2017 | 193,9           |
| 2018 | 200,8           |
| 2019 | 198,97          |
| 2020 | 179,3           |
| 2021 | 185,1           |

Основные проекты компании – газопровод «Северный поток», «Южный поток», «Голубой поток», «Сахалин-2» (один из крупнейших в мире проектов комплексного освоения нефтяных и газовых месторождений), проект освоения Штокмановского газоконденсатного месторождения (шельфа Арктики), проект магистрали «Ямал-Европа».
Помимо экспорта природного газа, компания занимается экспортом гелия.

## Спонсорская деятельность
С 2015 года компания является титульным спонсором Открытого чемпионата Санкт-Петербурга по теннису среди мужчин, входящего в серию мужских международных теннисных турниров и турнира за Трофей Санкт-Петербурга по теннису среди женщин, относящегося к серии международных турниров для женщин.
ООО «Газпром экспорт» также является генеральным спонсором ХК «Динамо» (Минск) и спонсором ХК «СКА», выступающих в КХЛ, а также генеральным спонсором «Динамо СПб», выступающим в ВХЛ